# إكويا آيت واسو (تسكدلت)
إكويا آيت واسو هي إحدى مشيخات المملكة المغربية، تتبع جغرافيا لإقليم شتوكة آيت باها وإداريًا لتسكدلت. يقدر عدد سكانها بـ 796 نسمة حسب الإحصاء الرسمي للسكان والسكنى لسنة 2004.